# أتشيت
أتشيت (بالروسية: Ачит) هي مدينة في مقاطعة سفيردلوفسك أوبلاست في روسيا.